# Oliva vicdani
Oliva vicdani is een slakkensoort uit de familie van de Olividae. De wetenschappelijke naam van de soort is voor het eerst geldig gepubliceerd in 1982 door da Motta.